# Anaconda Verlag
Anaconda Verlag är ett tyskt förlag grundat i Köln 2004 av Hansjörg Kohl. Förlagets utgivning lägger tonvikt på klassiker och kulturhistoria.
Förlaget ägs sedan 2019 av Verlagsgruppe Random House.